# Friedemann Pulvermüller
Friedemann Pulvermüller (Tubinga, 18 de abril de 1960) é um linguista e neurocientista alemão. Ele pesquisa os fundamentos neurobiológicos da linguagem e da comunicação. O foco de seu trabalho está no desenvolvimento de um modelo de uso de símbolos e processamento de significado que inclua a base material desses processos no cérebro. Para fazer isso, ele e seus colegas constroem modelos de rede matematicamente precisos de processamento de linguagem no cérebro e testam previsões de tais modelos em experimentos cognitivos neurocientíficos e neurolinguísticos (comportamentais, EEG, fMRI, MEG, TMS, etc.). Os resultados da pesquisa são colocados em prática, entre outras coisas: no desenvolvimento de novos métodos de terapia para pacientes com distúrbios neurológicos da fala.

## Carreira
Ele estudou biologia e linguística na Universidade de Tübingen, onde também recebeu seu doutorado em linguística em 1989. Após pós-doutorado no Instituto Max Planck de Cibernética Biológica e no Departamento de Linguística da Universidade da Califórnia em Los Angeles, ele retornou à Alemanha como bolsista Helmholtz e Heisenberg. Depois de se habilitar na Faculdade de Medicina da Universidade de Tübingen (1995) e na Faculdade de Ciências Sociais da Universidade de Constança (1998), também recebeu seu doutorado em psicologia em Constança (1999). Em 1999, foi-lhe oferecido o cargo efetivo de Líder do Programa MRC e Chefe do Departamento de Pesquisa 'Neurociência Cognitiva da Linguagem' na Unidade de Cognição e Ciências do Cérebro do Conselho de Pesquisa Médica em Cambridge, Reino Unido. Em 2011 aceitou uma nomeação na Universidade Livre de Berlim e no Cluster de Excelência 'Línguas da Emoção'.
Ele é professor (W3) de Neurociência da Linguagem e Pragmática no Departamento de Filosofia e Humanidades da FU Berlim e pesquisador principal do Centro Einstein de Neurociências de Berlim, bem como da Escola de Mente e Cérebro de Berlim e do Matters of Activity Cluster de Excelência da Universidade Humboldt de Berlim. Em 2012 montou o laboratório de pesquisa do cérebro e da linguagem na Universidade Livre de Berlim.

## Trabalhos selecionados
artigos-chave
- F. Pulvermüller: Words in the brain's language. In: Behavioral and Brain Sciences. Band 22, 1999, S. 253–336.
- F. Pulvermüller: Brain mechanisms linking language and action. In: Nature Reviews Neuroscience. Band 6, Nr. 7, 2005, S. 576–582.
- M. Kiefer, F. Pulvermüller: Conceptual representations in mind and brain: Theoretical developments, current evidence and future directions. In: Cortex. Band 48, Nr. 7, 2012, S. 805–825. doi:10.1016/j.cortex.2011.04.006
- F. Pulvermüller: Neural reuse of action perception circuits for language, concepts and communication. In: Progress in Neurobiolology. Band 160, 2018, S. 1–44. (sciencedirect.com)
- F. Pulvermüller, R. Tomasello, M. R. Henningsen-Schomers, T. Wennekers: Biological constraints on neural network models of cognitive function. In: Nature Reviews Neuroscience. 2021. (nature.com)

livros
- Aphasische Kommunikation. Grundfragen ihrer Analyse und Therapie. Tübingen 1990, ISBN 3-8233-4330-0.
- Neurobiologie der Sprache. Gehirntheoretische Überlegungen und empirische Befunde zur Sprachverarbeitung. Berlim 1996, ISBN 3-931660-26-5.
- Sprache im Gehirn. Neurobiologische Überlegungen, psychophysiologische Befunde und psycholinguistische Implikationen. Stuttgart 1998, ISBN 3-515-07401-5.
- The neuroscience of language. On brain circuits of words and serial order. Cambridge 2002, ISBN 0-521-79374-2.